# Міньєчавсва I
Міньєчавсва I (бірм. မင်းရဲကျော်စွ; 11 грудня 1410 — 1442) — 9-й володар царства Ава у 1439—1442 роках. Відомий також як Міньєчавсва Ґ'ї (Старший). Його правління ознаменувало першу спробу Ави силою повернути колишні васальні держави.

## Життєпис

### Молоді роки
Син Могньїнтадо і Шин М'ят Хла. Народився в шанському місті Могн'їн в грудні 1410 року. До підліткового віку мешкав тут. Згодом призначено собвою (князем-губернатором) невеличкої території Мошве. 1426 року брав участь у повстанні батька. Відіграв провідну роль у перемозі над царськими військами у битві біля Тіссена. Потім звитяжив під час облоги столиці Ави. Після сходження батька на трон держави отримав посаду ейшейміна (спадкоємця), одружився зі стриєчною сестрою Мін Хла Ньєт та отримав у володіння Салін, Сагу та Легаінгу важливому регіоні Мінбу.
Всупереч його пропозиції батько надав значні дарунки Тхінхаї III, наміснику Таунгу, і Тхіхапате III, наміснику Таунгдвіна, намагаючись забезпечити їх вірність. Міньєчавсва пропонував натомість арештувати та навіть страти тим, підозрюючи у змові. Підозри останнього незабаром виправдалися: обидва повстали невдовзі після того, як повернулися до своїх володінь. Їх не вдалося приборкати.
Наприкінці 1428 року очолив майже 2-тисячне військо для придушення повстання Міньє Чавхтіна, намісника Пінле. Недостатність сил змусило зрештою у січні-лютому 1429 року зняти облогу й відступити до Ави. В подальшому все більше протистояв діям Могньїнтадо, що зосередився на внутрішній політиці, чим послаблював захист зовнішнім загрозам, зокрема з Гантаваді. Втім у 1433 році Міньєчавсва отримав згоду здійснити новий похід для підкорення пінле, але знову зазнав невдачі, відступивши назад 1434 року. Це підірвало його військовий авторитет, йому було заборонено здійснювати якійсь походи.

### Володарювання
1439 року після смерті батька спокійно спадкував владу. Головним завданням для себе поставив відновлення колишніх кордонів Ави. У листопаді того ж року авська армія на чолі із Тіхапату I, намісником Пахану, здійснило похід проти шанських князівств, зумівши фактично без бою підкорити Могн'їн і Кале, де поставив собвами своїх швагерів — Тіхапате і Тірі Зейя Тхура відповідно. При цьому уклав мирний договір з могутньою шанською державою Муанг Мао, що в цей час боролася проти імперії Мін.
1440 року спроба захопити Пінле й Яметхін виявилася невдалою. Проте того ж року вдалося підкорити Таундвін і Таунгу. В останньому призначив намісником свого небожа Тараб'ю. 1441 року відправив військо на підкорення Муанг Мао. Війська діяли успішно, але Міньєчавсва I не дочекався завершення війни, померши 1442 року у своїй столиці. Йому спадкував брат Нарапаті I.